# Dignitatis humanae

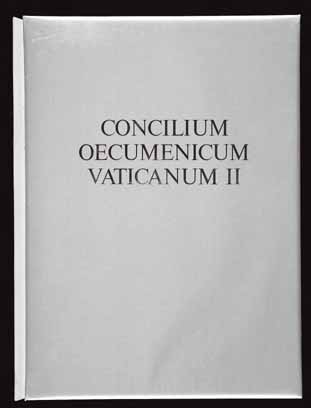
Zweites Vatikanisches Konzil

Dignitatis humanae (lat. für „Würde des Menschen“) heißt, nach ihren Anfangsworten, die Erklärung über die Religionsfreiheit, die vom Zweiten Vatikanischen Konzil formuliert und am 7. Dezember 1965 von Papst Paul VI. promulgiert wurde.

## Inhalt
Wesentlicher Inhalt der Erklärung ist die Anerkennung der Gewissens- und Religionsfreiheit als Menschenrecht durch die römisch-katholische Kirche:

„Das Vatikanische Konzil erklärt, daß die menschliche Person das Recht auf religiöse Freiheit hat. Diese Freiheit besteht darin, daß alle Menschen frei sein müssen von jedem Zwang sowohl von seiten einzelner und gesellschaftlicher Gruppen, wie jeglicher menschlicher Gewalt, so daß in religiösen Dingen niemand gezwungen wird, gegen sein Gewissen zu handeln, noch daran gehindert wird, privat und öffentlich, als einzelner oder in Verbindung mit anderen […] nach seinem Gewissen zu handeln“

## Bedeutung
Dignitatis humanae ist „kein Anhängsel des Konzils, sondern konkretisiert die Grundoptionen der Offenbarungs- und Kirchenlehre“. Mit dieser Erklärung vollzog die katholische Kirche – so die Einschätzung der Mehrzahl der Theologen – „eine grundlegende Neupositionierung und auch eine Korrektur ihrer Lehre“. Die Ablehnung der Religionsfreiheit kulminierte 1864 in der Enzyklika Quanta cura Papst Pius’ IX. und dem ihr angefügten Verzeichnis der Irrtümer, dem sogenannten Syllabus errorum. Wegen dieser rigorosen Ablehnung der Religionsfreiheit als Menschenrecht wurde diese Neupositionierung als „kopernikanische Wende“ der katholischen Kirche, nämlich vom „‚Recht der Wahrheit‘ zum ‚Recht der Person‘“, bezeichnet, deren Bedeutung „kaum hoch genug eingeschätzt werden“ könne. In ihr wird für die Lehre von der Freiheit und dem Recht der menschlichen Person, von den Aufgaben und Befugnissen des Staates in religiösen Dingen „[…] ein neuer Boden gewonnen, der es erlaubt, überholte und unhaltbare Positionen der kirchlichen Lehre aufzugeben, ohne doch den Wahrheitsanspruch des katholischen Glaubens in Frage zu stellen“.
Zu einer etwas vorsichtigeren Einschätzung kam der US-amerikanische Jesuit John Courtney Murray (1904–1967), der beim Konzil der maßgebliche theologische Berater der Bischöfe aus den USA gewesen war, da er beim Begriff „kirchliche Lehre“ nicht allein das päpstliche Lehramt in den Blick nahm, sondern die Breite der theologischen Schulen und Entwürfe im Laufe der Jahrhunderte. In einer Studie zu Inhalt und Vorgeschichte von Dignitatis humanae legte er dar, dass die Konzilserklärung kein „Bruch“ mit der bisherigen Lehre gewesen sei, sondern dass sie aus einer langen (wenn auch nicht vorherrschenden) freiheitlichen theologischen Tradition hervorging.

## Text und Kommentar
- Declaratio de Libertate religiosa / Erklärung über die Religionsfreiheit. Lateinischer Text aus „Acta Apostolicae Sedis“ 58 (1966) 929–946. Deutsche Übersetzung besorgt im Auftrag der deutschen Bischöfe; von den deutschen Bischöfen genehmigte, leicht verbesserte Fassung von 1967. Einleitung und Kommentar von Prälat Univ.-Prof. Dr. Pietro Pavan, Rom. In: LThK², Das Zweite Vatikanische Konzil, Konstitutionen, Dekrete und Erklärungen, Lateinisch und Deutsch. Kommentare, Teil II, Herder-Verlag, Freiburg im Brsg. 1967, S. 703–748. Ausführlich eingeleiteter und kommentierter lateinisch-deutscher Paralleltext.

- Die Erklärung über Religionsfreiheit „Dignitatis humanae“. In: Karl Rahner / Herbert Vorgrimler: Kleines Konzilskompendium. Sämtliche Texte des zweiten Vatikanums. Herder-Verlag, Freiburg im Breisgau 22. Auflage 1990, S. 655–675. [Einleitung und Text]

- Jérome Hamer und Yves Congar  (Hrsg.): Die Konzilserklärung über die Religionsfreiheit. Lateinischer und deutscher Text (= Konfessionskundliche und Kontroverstheologische Studien, Bd. XX). Kommentare zur Konzilserklärung von Pietro Pavan, Jan Willebrands, Émil-Joseph De Smedt, Jèrôme Hamer, John Courtney Murray, Yves Congar und Pierre Benoit. Bonifacius, Paderborn 1967.